# Aruzza
Aruzza war als Masseneinheit (Gewichtsmaß) das „Reiskorn“ im arabischen Raum und in Portugiesisch-Ostafrika, dem heutigen Mosambik.
- 1 Aruzza = 1/240 Dīnār/Miṯqāl = 25 Ḫardal (Senfkörner) = 0,01858 Gramm
  - 1 Miṯqāl (kanonisch) = 4,45 Gramm